# نظام الكاميرا الافتراضية

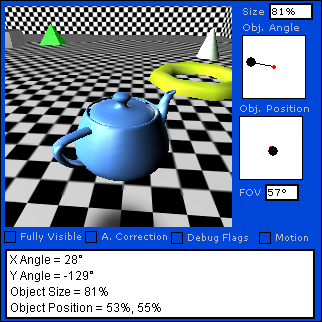
عرض توضيحي لنظام الكاميرا الافتراضية يوضح معلمات الكاميرا التي يمكن ضبطها.

في ألعاب الفيديو ثلاثية الأبعاد، يهدف نظام الكاميرا الافتراضية إلى التحكم في كاميرا أو مجموعة من الكاميرات لعرض مشهد لعالم افتراضي ثلاثي الأبعاد. تُستخدم أنظمة الكاميرا في ألعاب الفيديو حيث يكون الغرض منها إظهار الحركة بأفضل زاوية ممكنة؛ بشكل عام، يتم استخدامها في عوالم افتراضية ثلاثية الأبعاد عند الحاجة إلى عرض شخص ثالث.
على عكس صانعي الأفلام، يتعين على صانعي أنظمة الكاميرا الافتراضية التعامل مع عالم تفاعلي لا يمكن التنبؤ به. لا يمكن معرفة مكان وجود شخصية اللاعب في الثواني القليلة القادمة؛ لذلك، ليس من الممكن التخطيط للقطات كما يفعل صانع الأفلام. لحل هذه المشكلة، يعتمد النظام على قواعد معينة أو ذكاء اصطناعي لتحديد اللقطات الأكثر ملاءمة.

## منظور الشخص الثالث
في ألعاب الفيديو، يشير مصطلح «الشخص الثالث» إلى منظور رسومي يتم عرضه من مسافة ثابتة خلف شخصية اللاعب وفوقها قليلاً. تسمح وجهة النظر هذه للاعبين برؤية صورة شخصية أكثر تميزًا، وهي أكثر شيوعًا في ألعاب الحركة وألعاب المغامرات. غالبًا ما تستخدم الألعاب من هذا المنظور الصوت الموضعي، حيث يختلف حجم الأصوات المحيطة اعتمادًا على موضع الصورة الرمزية.
هناك ثلاثة أنواع أساسية من أنظمة الكاميرا من منظور الشخص الثالث: «أنظمة الكاميرا الثابتة» التي يتم فيها ضبط أوضاع الكاميرا أثناء إنشاء اللعبة؛ «أنظمة كاميرا التتبع» التي تتبع فيها الكاميرا شخصية اللاعب؛ و «أنظمة الكاميرا التفاعلية» التي يتحكم فيها اللاعب.

### نظام ثابت
في هذا النوع من النظام، يقوم المطورون بتعيين خصائص الكاميرا، مثل موضعها أو اتجاهها أو مجال رؤيتها، أثناء إنشاء اللعبة. لن تتغير عروض الكاميرا ديناميكيًا، لذلك سيظهر المكان نفسه دائمًا ضمن نفس مجموعة العروض. يمكن رؤية مثال مبكر لهذا النوع من أنظمة الكاميرا في Alone in the Dark . بينما تكون الشخصيات ثلاثية الأبعاد، فإن الخلفية التي تتطور عليها قد تم عرضها مسبقًا. تعتبر ألعاب Resident Evil المبكرة أمثلة بارزة للألعاب التي تستخدم كاميرات ثابتة. سلسلة ألعاب الفيديو God of War معروفة أيضًا بهذه التقنية. > تتمثل إحدى ميزات نظام الكاميرا هذا في أنه يسمح لمصممي الألعاب باستخدام لغة الفيلم. في الواقع، مثل صانعي الأفلام، لديهم إمكانية خلق حالة مزاجية من خلال عمل الكاميرا واختيار دقيق للقطات. غالبًا ما يتم الإشادة بالألعاب التي تستخدم هذا النوع من التقنية لصفاتها السينمائية.

### تتبع

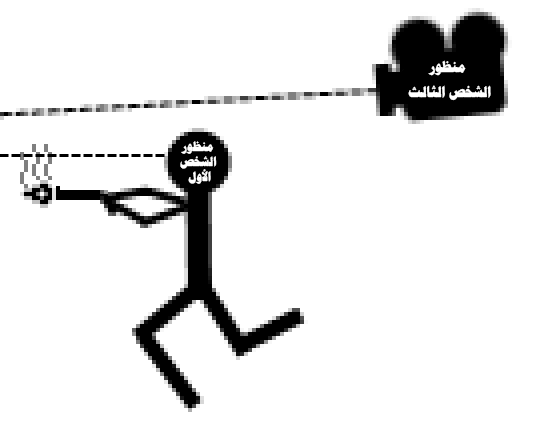
رسم توضيحي لبطل يتحكم فيه اللاعب وكاميرا تتبع خلفه مباشرة ، وأعلى قليلاً ، وموجهة لأسفل قليلاً تجاه تلك الشخصية

كما يقول الاسم، تتبع كاميرا التتبع الشخصيات من الخلف. لا يتحكم اللاعب في الكاميرا بأي شكل من الأشكال - فلا يمكنه على سبيل المثال تدويرها أو نقلها إلى موضع مختلف. كان هذا النوع من أنظمة الكاميرا شائعًا جدًا في الألعاب ثلاثية الأبعاد المبكرة مثل Crash Bandicoot أو Tomb Raider نظرًا لأنه سهل التنفيذ للغاية. ومع ذلك، هناك عدد من المشاكل معها. على وجه الخصوص، إذا كان العرض الحالي غير مناسب (إما لأنه مسدود بجسم ما، أو لأنه لا يعرض ما يهتم به اللاعب)، فلا يمكن تغييره لأن اللاعب لا يتحكم في الكاميرا. في بعض الأحيان، تسبب وجهة النظر هذه صعوبة عندما تنقلب الشخصية أو تقف على الحائط. قد تهتز الكاميرا أو ينتهي بها الأمر في أوضاع محرجة.

## التنفيذ
هناك قدر كبير من الأبحاث حول كيفية تنفيذ نظام الكاميرا. يتمثل دور برنامج حل القيود في إنشاء أفضل لقطة ممكنة بالنظر إلى مجموعة من القيود المرئية. بعبارة أخرى، يُمنح حلال القيد تركيبة لقطة مطلوبة مثل «اعرض هذه الشخصية وتأكد من أنه يغطي 30 بالمائة على الأقل من مساحة الشاشة». سيستخدم المحلل بعد ذلك طرقًا مختلفة لمحاولة إنشاء لقطة تفي بهذا الطلب. بمجرد العثور على اللقطة المناسبة، يقوم المحلل بإخراج إحداثيات وتدوير الكاميرا، والتي يمكن بعد ذلك استخدامها بواسطة عارض محرك الرسوم لعرض العرض.